# رینالدو مارتینو
رینالدو مارتینو (به ایتالیایی: Rinaldo Martino) بازیکن فوتبال و اهل ایتالیا است که از سال ۱۹۴۹ میلادی عضو تیم ملی فوتبال ایتالیا بوده و در ۱ بازی ملی حضور داشته‌است. او در بازی‌های ملی‌اش گلی به ثمر نرساند.
رینالدو مارتینو آخرین بازی ملی خود را در سال ۱۹۴۹ میلادی انجام داد.